# Le Livre de la jungle : L'Histoire de Mowgli
Pour les articles homonymes, voir Le Livre de la jungle (homonymie).
Série
Le Livre de la jungle
(1994)
Pour plus de détails, voir Fiche technique et Distribution.
The Jungle Book: Mowgli's Story (littéralement « Le Livre de la jungle : L'Histoire de Mowgli ») est un film américain réalisé par Nick Marck pour Walt Disney Pictures. Sorti directement en DVD en 1998, il constitue une préquelle au film Le Livre de la jungle (1994), remake en prise de vues réelles du « Classique d'animation » Le Livre de la jungle (1967).

## Fiche technique
- Titre original : The Jungle Book: Mowgli's Story
- Titre français : Le Livre de la jungle : L'Histoire de Mowgli
- Réalisation : Nick Marck
- Scénario : Jose Rivera et Jim Herzfeld
- Décors : Thomas A. Walsh
- Costumes : Tom Bronson
- Photographie : Rohn Schmidt (en)
- Montage : Alan Baumgarten (en)
- Musique : Robert Folk
- Production : Mark H. Ovitz
- Société de production : Walt Disney Pictures
- Société de distribution : Buena Vista Pictures Distribution
- Pays :  États-Unis
- Langue : anglais
- Format : Couleur (Technicolor) - 35 mm - 1,33:1
- Genre : Aventures
- Durée : 77 minutes
- Dates de première diffusion : 
  - États-Unis : 29 septembre 1998 en DVD
  - France : 7 avril 2020 sur Disney+

## Distribution
- Brandon Baker : Mowgli
- Ryan Taylor Lopez : Mowgli jeune
- Rajan Patel : le soldat indien
- Fred Savage : le narrateur
- Bonkers : Baloo
- Tai : Hathi (non-crédité)

et les voix de :
- Sherman Howard : Shere Khan
- Clancy Brown : Akela
- Peri Gilpin : Raksha
- Wallace Shawn : Tarzan (Chimpanzé)
- Stephen Tobolowsky : Tabaqui (Chacal)
- Eartha Kitt : Bagheera
- Kathy Najimy : Chil (Milan)
- Brian Doyle-Murray : Baloo
- Marty Ingels : Hathi
- Richard Kind : Chimpanzé 1
- Catherine Lloyd Burns : Chimpanzé 2
- Ken Hudson Campbell : Loup 1
- Scott Menville : Loup 2
- Quinton Flynn : Loup 3 / Méchant babouin
- Kay E. Kuter : Biranyi
- Ashley Peldon : Jeune Raksha
- Katie Volding : Bébé Raksha
- Isaac Lichter-Marck : Louveteau
- Myles Jeffrey : Louveteau
- DeeDee Rescher : Tortue / Macaque rhésus
- Harriet Sansom Harris : Tortue / Macaque rhésus
- Frank Welker :  Méchant babouin / Cerf / Porc-épic / Mandrill / Bruits de la jungle
- Nancy Cartwright : Louveteau / Biche / Ara / Mouffette / Chimpanzé
- Patrick Egan : Buffle d'eau / Loup / Macaque rhésus
- Dee Bradley Baker : Éléphant / Abeille / Mandrill / Tortue